# Coppa del Brasile 2008 (pallavolo femminile)
La Coppa del Brasile di pallavolo femminile 2008 è stata la 2ª edizione della Coppa del Brasile di pallavolo femminile. La competizione si è svolta nella città di Curitiba, la vittoria finale è andata all'Associação Desportiva Classista Finasa.

## Formula
Le quattro squadre partecipanti hanno disputato una prima fase, nella quale si sono affrontate tra loro secondo attraverso il Round-robin; le due squadre che hanno ottenuto più vittorie si sono qualificate alla finale, le due restanti hanno preso parte alla finale per il terzo posto. La finale per il terzo posto, come tutte le altre gare del torneo, è stata disputata al meglio dei tre set; solo la finalissima è stata disputata al meglio dei cinque set.

## Squadre partecipanti
- Minas
- Finasa
- Rio de Janeiro
- São Caetano

## Risultati

### Prima fase

#### Calendario
| 19 ottobre 2008 - ore 18:30 Circulo Militar do Paraná, Curitiba | Finasa         | 0 - 2 | São Caetano | 18-25, 22-25        |
| 19 ottobre 2008 - ore 20:00 Circulo Militar do Paraná, Curitiba | Rio de Janeiro | 2 - 0 | Brusque     | 25-21, 25-18        |
| 20 ottobre 2008 - ore 12:00 Circulo Militar do Paraná, Curitiba | Rio de Janeiro | 0 - 2 | São Caetano | 15-25, 23-25        |
| 20 ottobre 2008 - ore 13:30 Circulo Militar do Paraná, Curitiba | Finasa         | 2 - 0 | Brusque     | 25-19, 25-19        |
| 20 ottobre 2008 - ore 18:30 Circulo Militar do Paraná, Curitiba | Brusque        | 2 - 1 | São Caetano | 23-25, 25-17, 15-13 |
| 20 ottobre 2008 - ore 20:00 Circulo Militar do Paraná, Curitiba | Rio de Janeiro | 0 - 2 | Finasa      | 15-25, 10-25        |

#### Classifica
| Pos. | Squadra        | Pt | G | V | P | SV | SP |
| ---- | -------------- | -- | - | - | - | -- | -- |
| 1.   | São Caetano    | 6  | 3 | 2 | 1 | 5  | 2  |
| 2.   | Finasa         | 5  | 3 | 2 | 1 | 4  | 2  |
| 3.   | Rio de Janeiro | 4  | 3 | 1 | 2 | 2  | 4  |
| 4.   | Brusque        | 3  | 3 | 1 | 2 | 2  | 5  |

### Seconda fase

#### Finale
| 21 ottobre 2008 - ore 12:30 Circulo Militar do Paraná, Curitiba | Finasa | 3 - 2 | São Caetano | 25-21, 18-25, 21-25, 19-25, 15-12 |

#### Finale 3º/4º posto
| 21 ottobre 2008 - ore 12:30 Circulo Militar do Paraná, Curitiba | Rio de Janeiro | 2 - 0 | Brusque | 25-19, 25-12 |

## Premi individuali
| Premio                 | Giocatrice        | Squadra        |
| ---------------------- | ----------------- | -------------- |
| Most Valuable Player   | Paula Pequeno     | Finasa         |
| Miglior attaccante     | Fabiana Claudino  | Rio de Janeiro |
| Miglior muro           | Adenízia da Silva | Finasa         |
| Miglior servizio       | Danielle Lins     | Rio de Janeiro |
| Miglior palleggiatrice | Hélia de Souza    | São Caetano    |
| Miglior ricevitrice    | Wélissa Gonzaga   | Finasa         |
| Miglior difesa         | Joyce Victalino   | Brusque        |